# Sebastian Lee
Sebastian Lee (* 24. Dezember 1805 in Hamburg; † ebenda am 4. Januar 1887) war Cellist.

## Leben
Er wurde in Hamburg von dem Rombergschüler Nikolaus Prell unterrichtet. Auch sein jüngerer Bruder Louis Lee spielte Cello.
1830 begann Lee seine Karriere als Solist mit Konzerten in Deutschland: Zuerst in Hamburg, dann in Leipzig. Es folgte eine Tournee über Kassel, Frankfurt nach Paris, wo er im April 1832 eintraf und mit großem Beifall im Théâtre-Italien auftrat. 1836 gastierte er in London, kehrte aber 1837 nach Paris zurück. Von 1837 bis 1868 ist seine Tätigkeit als Solocellist an der „Grand Opéra“ in Paris belegt. Außerdem war er Lehrer am „Conservatoire de Paris“.
Lee gab 1845 seine bis heute verwendete und bekannte Violoncell-Schule op. 30 heraus. Die Zeit in Paris war geprägt von reicher Schaffenskraft und unzähligen Konzerten in den Salons der Pariser Gesellschaft. In direktem Bezug zur genannten Schule Op. 30 stehen die Etüden op. 31 Bd. 1 und Bd. 2, die heute ebenfalls noch erhältlich sind und in Gebrauch sind. Ebenfalls in direktem Bezug zu seiner Schule stehen die jeweils zu drei Werken zusammengefassten Duette Op. 36, Op. 37, Op. 38, Op. 39.
Nach 1868 kehrte er, vermutlich wegen der politischen Spannungen zwischen Frankreich und Deutschland, nach Hamburg zurück, wo er in den Philharmonischen Konzerten mitwirkte.
Sebastian Lee starb in Hamburg am 4. Januar 1887.

## Werkverzeichnis

### Schulen
Violoncello-Schule op. 30

### Etüdensammlungen
- Melodische und progressive Etüden Op. 31: Bd. 1, 1–22; und Bd. 2, 23–40
- Zwölf Etüden zur Vervollkommnung Op. 57
- Vierzig leichte Etüden in der ersten Lage Op. 70
- Sechs melodische Etüden für das Cello allein Op. 76
- Guide du jeune Violoncelliste; 40 Exercices journaliers pour le Violoncelle Op. 82 et. Op. 83
- Sechs Etüden für Violoncello Op. 92
- Fünfzig Etüden für den Anfang (Die ersten Schritte des jungen Violoncellspielers) Op. 101
- Sechs Capricen für Violoncello solo Op. 105
- Zwölf melodische Etüden für das Violoncello Op. 113
- 30 Präludien in allen Tonarten, jedem Präludium eine Tonleiter, mit und ohne Benutzung des Daumen für das Violoncello Op. 122
- 22 Sehr Leichte Duette Op. 126
- Vierundzwanzig melodische Etüden für zwei Violoncelli Op. 131

### Duos für 2 Violoncelli
Duette aus „Die Schule des Violoncellisten“ Op. 36, Op. 37, Op. 38, Op. 39
- Drei leichte Duos in fortschreitender Schwierigkeit F-Dur, C-Dur, D-Dur Op. 36
- Drei Duos G-Dur, B-Dur, d-Moll Op. 37
- Drei Duos in fortschreitender Schwierigkeit D-Dur, F-Dur, a-Moll Op. 38
- Drei mittelschwere Duos G-Dur, c-Moll, D-Dur Op. 39
- Sechs leichte Duos für zwei Violoncelli mit fortschreitender Schwierigkeit Op. 60 Bd. 1, Nr. 1–3; Bd. 2, Nr. 4–6
- Sechs Capricen für Violoncell mit Begleitung eines zweiten Violoncell Op. 109
- 22 Sehr Leichte Duette Op. 126
- Sechs Duos für zwei Violoncelli Book 1 und 2

### Duos für Violoncello und Violine
Duette Op. 124, Op. 125

## Verbindung zu anderen Violoncellisten
Sebastian Lee war Schüler von Johann Nikolaus Prell (1773-1849), der seinerseits ein Schüler von Bernhard Romberg war.

## Bedeutung und Wirken
Sebastian Lee hat mehrere in der damaligen Zeit bekannte Cellisten herangebildet. Die bekanntesten davon sind Ferdinand Brockmann und August Bieler.
Die Bedeutung von Lee liegt aus heutiger Sicht im Besonderen auf seinen wirklich dankbaren, musikalisch und technisch anspruchsvollen Etüden und Duetten, deren Studium dem Studierenden die Mittel für ein absolut gesanglich orientiertes Spiel in die Hand gibt. Lee hat die Gabe, schon während 16 Takten eine spezifische Stimmung und eindeutige, unverwechselbare musikalische Atmosphäre zu schaffen – sehr gut zu erfahren zum Beispiel in Op. 30 (Übungen in den Tonarten) oder Op. 101 (50 kurze Übungen für den Anfänger).